# روبيانيات ملتحمة
روبيانيات مُلتحمة (الاسم العلمي: Syncarida)، رتبة عليا من القشريات، تتكون من رتبتين حية عديمة الدروع و Bathynellacea، ورتبة الروبيانيات القديمة (Palaeocaridacea) المنقرضة. وتضم تسعة وخمسون جنسًا حيًا معروفة في ست فصائل
عديمة الدروع Calman, 1904
- عديمات الدروع Thomson, 1893
- Koonungidae Sayce, 1908
- Psammaspididae Schminke, 1974
- Stygocarididae Noodt, 1963

Bathynellacea Chappuis, 1915
- Bathynellidae Grobben, 1904
- Parabathynellidae Noodt, 1965